# Štěpánka Baloušková
Štěpánka Baloušková (11. října 1922 Berehovo – 7. července 2006) byla povoláním účetní, manželka nadporučíka Jana Balouška, vojáka předmnichovské armády, a také aktivní účastnice protikomunistického odboje.

## Život a účast v protikomunistickém odboji
Štěpánka Baloušková se narodila dne 11. října 1922 v rodině řezníka a uzenáře ve městě Berehovo na území tehdejší Podkarpatské Rusi (dnes se Berehovo státoprávně nachází v Zakarpatské oblasti na západní Ukrajině). Na Podkarpatské Rusi prožila velkou část svého dětství a jako dospívající dívka strávila rok v penzionátu v Belgii. Roku 1943 odmaturovala na obchodní akademii v pražské Resslově ulici (dnešní Českoslovanská akademie obchodní). Krátce po skončení druhé světové války se seznámila s vojákem předmnichovské armády Janem Balouškem (nar. 28. května 1911 v Praze), jenž se podílel na poválečném odsunu Němců z Československa, a jenž strávil za odbojovou činnost v organizaci Obrana národa více než dva a půl roku ve vyšetřovací vazbě a poté byl odsouzen na sedm let do vězení ve Straubingu.
Po druhé světové válce našli manželé Balouškovi své útočiště v Ostrově nad Ohří. Jejich život ale nešťastně ovlivnily události spojené s komunistickým převratem v únoru 1948. Jan Baloušek byl kvůli změně politických poměrů nejprve 10. března 1948 odeslán z motostřeleckého kurzu v Nitře na nucenou dovolenou a posléze k 1. listopadu 1948 dokonce propuštěn z armády. Nově ustanovený komunistický režim vyřadil manžele Balouškovy i ze společenského života, přičemž byli vyloučeni ze společenských organizací a dne 24. května 1948 rovněž ztratili volební právo.
Ke zlomovému okamžiku v životě Štěpánky Balouškové došlo v roce 1951, kdy na procházce u uhelných skladů potkala mezi mukly bývalého poručíka Antonína Husníka, který byl vězněn nacisty i komunisty, a který se osobně poznal s Janem Balouškem v Nitře v lednu 1948. Tento moment z roku 1951 přivedl Štěpánku Balouškovou na myšlenku aktivně se postavit totalitnímu režimu, a to navzdory složité rodinné situaci (starala se o tou dobou nemocného manžela a dvě děti).
Š. Baloušková několik let pomáhala politickým vězňům z jáchymovských uranových lágrů. Jednu z forem pomoci představovalo obstarávání potřebných věcí vězňům (např. cigaret, potravin, léků, map atd.), přičemž na tuto svou činnost získávala potřebné finanční prostředky vedlejšími účetnickými pracemi. Baloušková dále zprostředkovávala vězňům kontakty s jejich rodinami po celé republice a byla jim i psychickou oporou, když některé z nich dokonce sama osobně navštěvovala ve věznicích na falešný průkaz. Ve všech těchto aktivitách jí pomáhali někteří zaměstnanci Jáchymovských dolů a veškerý písemný styk mezi zúčastněnými osobami se vedl pomocí šifer. Tato forma odbojové činnosti Balouškové skončila poté, co vězně, kterým pomáhala, odvezli z Jáchymovska do jiných lágrů nebo věznic.
Po ukončení odbojové činnosti Štěpánka Baloušková pracovala jako vedoucí účetnického oddělení tzv. Restaurací a jídelen na Jáchymovsku. Poté přešla do mechanizace Jáchymovských dolů v Horním Žďáru u Ostrova. Po reorganizaci Jáchymovských dolů a přesunu jejich činnosti do Příbrami, nastoupila roku 1959 do uhelných skladů jako provozní účetní. Roku 1968 začala pracovat na Městském národním výboru Ostrov nad Ohří, odkud byla kvůli příchodu normalizace propuštěna. Po roce 1968 se její malý byt v Ostrově nad Ohří stal jakýmsi centrálním místem pro všechny, kdo se nějak zajímali o dění v jáchymovských lágrech. V roce 1975 Š. Baloušková odešla do částečného invalidního důchodu.
Štěpánku Balouškovou velmi zasáhla smrt jejího manžela Jana Balouška, který zemřel dne 31. března 1981. Po pádu komunistického režimu a sametové revoluci se snažila o rehabilitaci svého manžela a zapojila se do činnosti Konfederace politických vězňů Československa. Na jaře roku 1990 se spolu s několika přáteli rozhodla uspořádat setkání bývalých politických vězňů a navštívit místa, kde stály jáchymovské lágry. Z této myšlenky se nakonec zrodilo tzv. Jáchymovské peklo, jehož první ročník proběhl 31. května 1990.
Štěpánka Baloušková zemřela 7. července 2006. Dne 16. listopadu 2010 jí byla na půdě Ústavu pro studium totalitních režimů slavnostně udělena Cena Václava Bendy a předána pamětní medaile „Za svobodu a demokracii“.